# Одарченко Ярослав Сергійович
Яросла́в Сергі́йович Ода́рченко — український військовий, старший солдат Збройних сил України, учасник російсько-української війни, що трагічно загинув під час російського вторгнення в Україну в листопаді 2022 року.

## Життєпис
Ярослав Одарченко народився 22 березня 1989 року в селищі Ямполі на Сумщині. Після закінчення загальноосвітньої школи I—III ступенів № 2 в рідному селищі вступив до Сумського НАУ. З дитинства захоплювався футболом, на позиція нападника займався в ДЮСШ. Працював продавцем у магазині будівельних матеріалів та грав у складі ямпільської футбольної команди на Сумщині. З початком повномасштабного російського вторгнення в Україну добровільно мобілізувався й перебував на передовій. Ніс військову службу на посаді кулеметника в складі 79-тої окремої десантно-штурмової бригади. Загинув 8 листопада 2022 року поблизу села Новомихайлівка Мар'їнської міської громади Покровського району Донецької області на бахмутському напрямку внаслідок осколкового поранення від російських окупантів.

## Родина
У загиблого залишилися дружина, донька (нар. 2019) та батьки.

## Нагороди
- орден «За мужність» III ступеня (2022, посмертно) — за особисту мужність, виявлену у захисті державного суверенітету та територіальної цілісності України, самовіддане виконання військового обов'язку.